# Simon Libert
Simon Libert (20 september 2001) is een Belgisch voetballer die onder contract ligt bij KAS Eupen.

## Carrière
Libert genoot zijn jeugdopleiding bij KAS Eupen. In juli 2021 werd hij samen met Romain Matthys en Marciano Aziz voor één seizoen verhuurd aan MVV Maastricht. Op de eerste competitiespeeldag kreeg hij van trainer Klaas Wels meteen een basisplaats tegen Jong FC Utrecht. Ook op de tweede en derde competitiespeeldag speelde hij de volledige wedstrijd. Daarna begon zijn speeltijd drastisch te kelderen: in de volgende zeventien wedstrijden mocht hij slechts vijf keer invallen, waarvan tweemaal in de absolute slotfase. Begin januari 2022 werd zijn uitleenbeurt dan ook vroegtijdig stopgezet.

## Clubstatistieken
| Seizoen         | Club             | Land               | Competitie      | Competitie | Competitie | Beker | Beker | Supercup | Supercup | Europees | Europees | Totaal | Totaal |
| Seizoen         | Club             | Land               | Competitie      | Wed.       | Dlp.       | Wed.  | Dlp.  | Wed.     | Dlp.     | Wed.     | Dlp.     | Wed.   | Dlp.   |
| --------------- | ---------------- | ------------------ | --------------- | ---------- | ---------- | ----- | ----- | -------- | -------- | -------- | -------- | ------ | ------ |
| 2021/22         | KAS Eupen        | Vlag van België    | Eerste klasse A | 0          | 0          | 0     | 0     | —        | —        | —        | —        | 0      | 0      |
| 2021/22         | → MVV Maastricht | Vlag van Nederland | Eerste divisie  | 8          | 0          | 0     | 0     | —        | —        | —        | —        | 8      | 0      |
| Carrière totaal | Carrière totaal  | Carrière totaal    | Carrière totaal | 8          | 0          | 0     | 0     | 0        | 0        | 0        | 0        | 8      | 0      |

Bijgewerkt op 26 januari 2022.